# Egidio Miragoli
Egidio Miragoli (Gradella, 20 juli 1955) is een Italiaans geestelijke en bisschop van de Rooms-Katholieke Kerk.
Miragoli bezocht het diocesaan seminarie van Lodi en werd op 23 juni 1979 priester gewijd. Hij studeerde vervolgens nog enige tijd canoniek recht in Pauselijke Universiteit Gregoriana, Rome.
Paus Franciscus benoemde hem daags na zijn 61ste verjaardag tot bisschop van Mondovì als opvolger van Luciano Pacomio die met emeritaat ging.
Miragoli werd bisschop gewijd op 11 november 2017 door bisschop Maurizio Malvestiti in Kathedraal van Lodi.

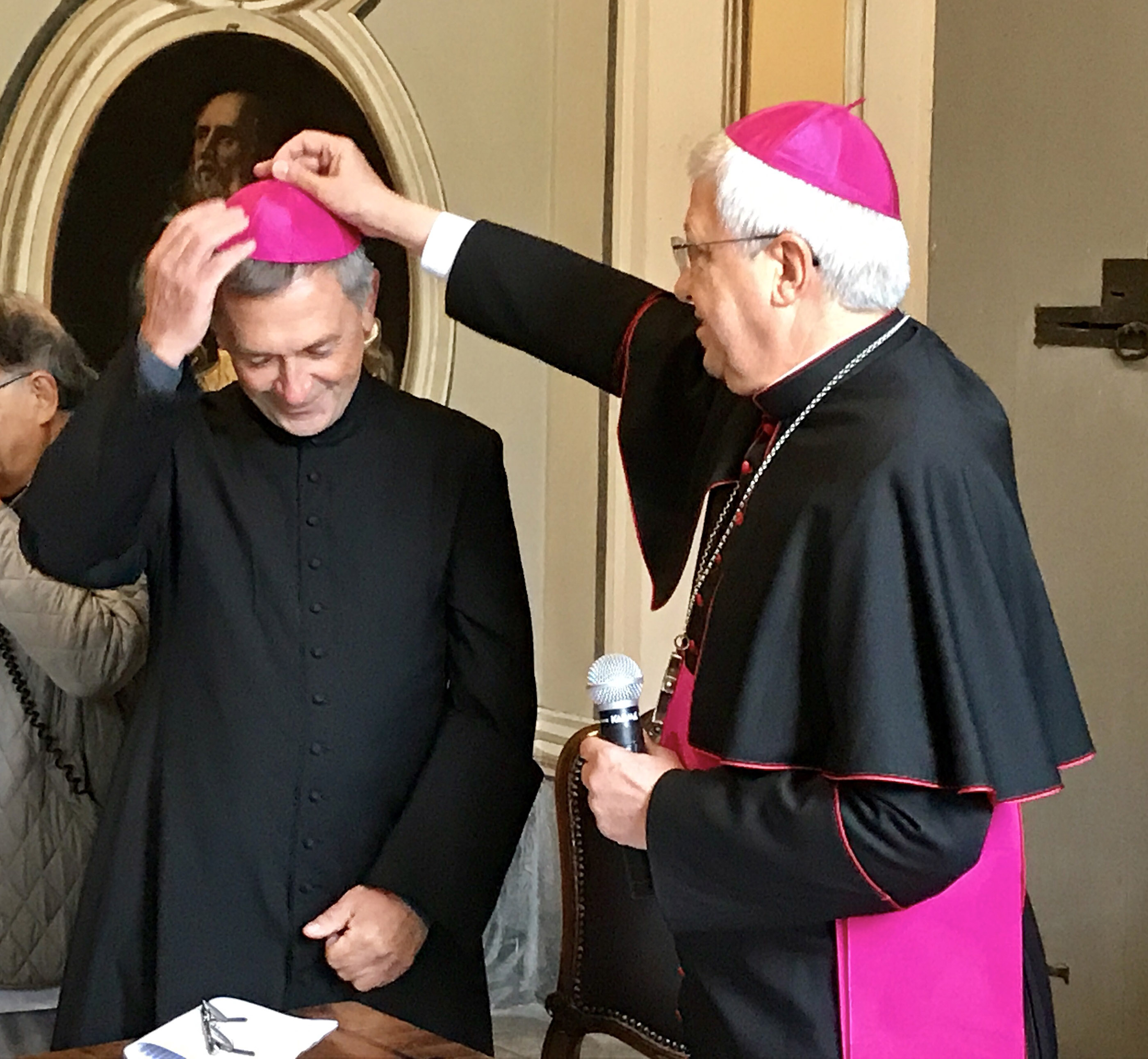
Bisschop Malvestiti van Lodi zet de zucchetto op het hoofd van de nieuwe bisschop Miragoli

- Bibliothèque nationale de France: cb161853403 (data)
- Gemeinsame Normdatei: 1130256936
- International Standard Name Identifier: 0000 0000 7762 5907
- Istituto Centrale per il Catalogo Unico: CFIV057842
- Système universitaire de documentation: 251422933
- Virtual International Authority File: 107609662
- WorldCat: E39PBJfCDtM7bcTgkPqFmJ6Yfq